# Ralph Sampson (1990)
Ralph Lee Sampson III (Duluth, 5 gennaio 1990) è un ex cestista statunitense.
È il figlio di Ralph Sampson jr.